# Juan Antonio Montes Torrecilla
Juan Antonio Montes Torrecilla, né le 25 février 1964 à Morille, est un footballeur espagnol qui jouait au poste de défenseur. Il est le frère du footballeur Miguel Torrecilla.

## Biographie
Il débute en première division espagnole avec le Real Valladolid lors de la saison 1984-1985. Dès la saison suivante, il est titulaire avec Valladolid et il le demeure pendant ses trois saisons avec le club castillan.
En 1988, il est recruté par l'Atlético de Madrid. Il joue 22 matches en championnat au cours de sa première saison, mais seulement deux la suivante.
Il rejoint ensuite le CD Tenerife avec il joue 28 matches lors de la saison 1990-1991. Il ne joue que sept matches lors de la saison 1992-1993.
Lors de l'été 1993, il est recruté par le Racing de Santander, où il joue pendant quatre saisons. En 1997, il met un terme à sa carrière de joueur professionnel. Il joue alors une dernière saison en amateur avec le club de Zamora. 
Le bilan de sa carrière s'élève à 251 matches en première division, pour cinq buts.